# Коньков Віталій Олегович
Віталій Олегович Коньков (рос. Виталий Олегович Коньков; 13 липня 1989, м. Новокузнецьк, СРСР) — російський хокеїст, центральний нападник. Виступає за «Єрмак» (Ангарськ) у Вищій хокейній лізі. 
Вихованець хокейної школи «Металург» (Новокузнецьк). Виступав за «Металург-2» (Новокузнецьк), «Єрмак» (Ангарськ).